# Roddymoor
Roddymoor är en by i kommunen Durham i grevskapet Durham i England. Byn är belägen 13 km från Durham. Orten har 500 invånare (2001).